# Cinchona pubescens
El quino, kina, quinina roja o cascarilla  (Cinchona pubescens) es un árbol de la familia de las rubiáceas, originario de Ecuador, Colombia, Venezuela, Perú y Bolivia. Está incluido en la lista 100 de las especies exóticas invasoras más dañinas del mundo de la Unión Internacional para la Conservación de la Naturaleza.

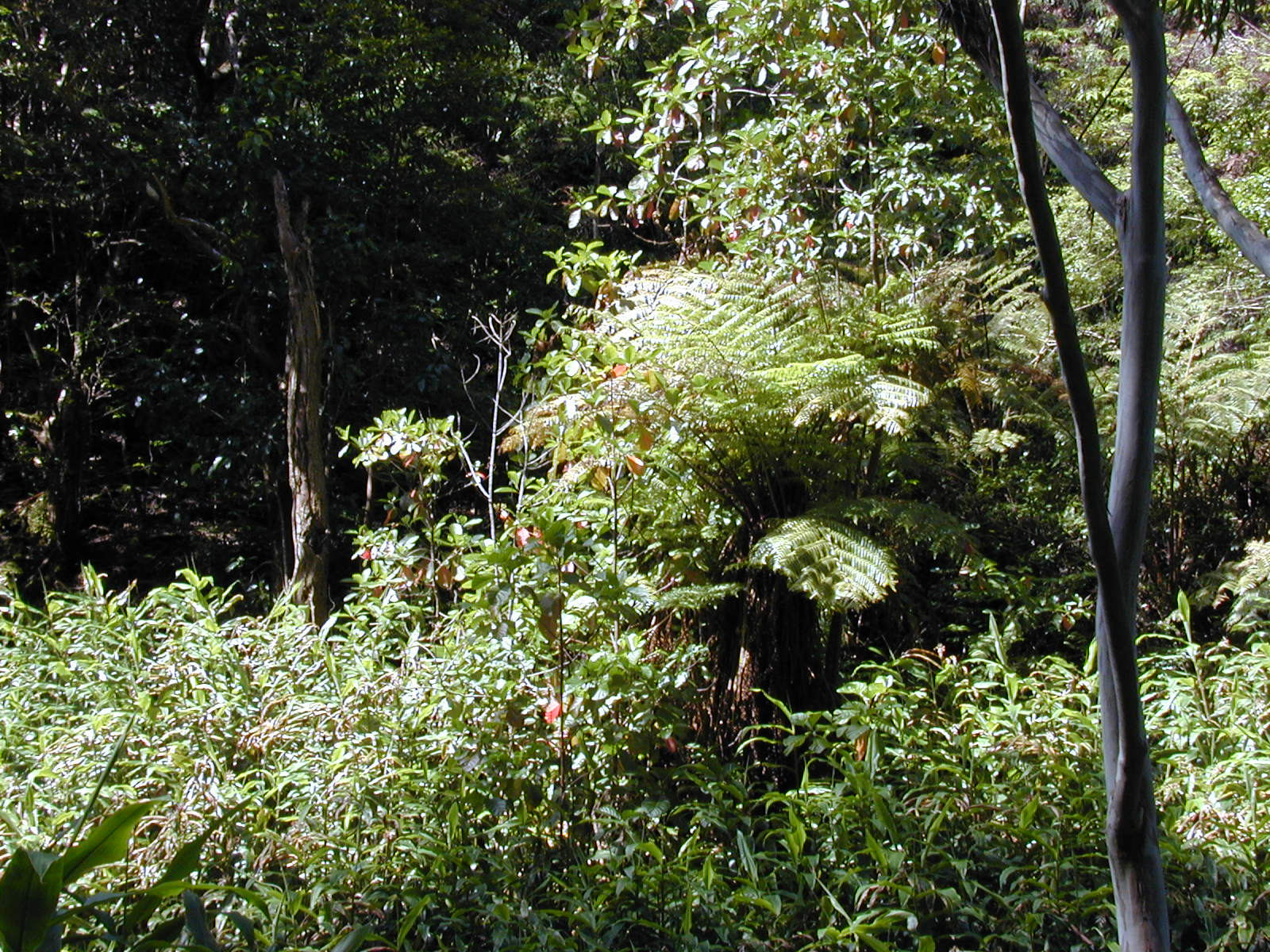
Cinchona pubescens. Aspecto general

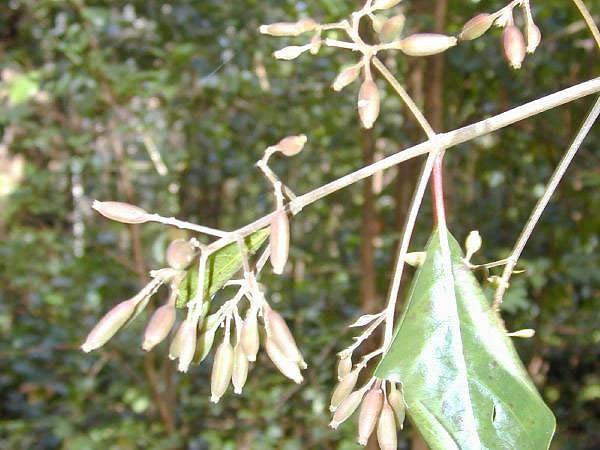
Frutos de Cinchona pubescens

Racimo de frutos de Cinchona pubescens

## Características
El tronco alcanza en promedio 10 m de altura y 30 cm de diámetro. Las hojas son ovaladas de 21 a 29 cm de largo y 12 a 13 cm de ancho, de color verde oscuro, con pecíolo de 3 a 7 cm de longitud; inflorescencia terminal, flores rojas con corola blanca o rosada y los lóbulos internamente amarillentos, agrupadas en panículas. Los frutos en cápsula, angostos cilíndricos, de 3,5 a 4 cm de largo por 0,7 cm de ancho, con 3 a 4 semillas.

## Uso
La corteza del quino contiene varios alcaloides, el principal de los cuales es la quinina, de propiedades medicinales ampliamente reconocidas, así como quinidina, cinconina y cinconidina. La corteza recopilada y molida se usa para tratar el paludismo y es denominada en farmacia como Cinchonae cortex. La medicina tradicional le atribuye también propiedades como antiséptico, preparada en infusión. Las cortezas de otras especies del género Cinchona, como C. calisaya y C. officinalis, también contienen quinina y tienen aplicaciones similares.

## Propiedades
Es tónico, aperitivo, digestivo, colagogo, astringente, febrífugo, antiséptico, cicatrizante. La quinidina es un tónico cardíaco, potenciador de la acción de los digitálicos.
Está indicado para inapetencia, dispepsias hiposecretoras, disquinesias hepatobiliares. Gripe, astenia, convalecencia, afecciones febriles, malaria. Profilaxis de las arritmias cardíacas, tratamiento de la taquicardia paroxística y la fibrilación auricular. Calambres nocturnos. En uso externo: faringitis, estomatitis, alopecia por seborrea.

## Historia
Las propiedades medicinales de la corteza de los quinos eran conocidas por los indígenas americanos. En 1638 la condesa de Chinchón, esposa del Virrey del Perú, fue curada del paludismo con una preparación de esta corteza, lo que comenzó a extender su uso. Fue conocida por los europeos como "cascarilla de la condesa" o como "cascarilla de los jesuitas" por haber sido difundida por esa comunidad religiosa y más tarde en el resto del mundo como "cascarilla del Perú".
En 1753 Linneo describió por primera vez una especie de este género (C. officinalis). La expedición de los botánicos Ruiz y Pavón, que llegó al Perú en 1778 por orden de Carlos III de España, enfatizó la recolección de plantas medicinales y, entre ellas, los quinos. En 1790 Vahl describió Cinchona pubescens y entre 1778 y 1779 Ruiz y Pavó publicaron descripciones de los especímenes que recolectaron. La expedición botánica de José Celestino Mutis en la Nueva Granada también recolectó especímenes de quino.
Durante el siglo XIX, la tumba de árboles para la recolección de corteza de quino adquirió caracteres desenfrenados, causando daños ecológicos y escasez del preciado medicamento. En 1852 los holandeses llevaron semillas de quino a Java y establecieron plantaciones de alta productividad y lograron obtener cortezas con mayor concentración de quinina. La actual Indonesia se convirtió en el mayor productor de quina del mundo. Los británicos crearon también plantaciones en la India y Ceilán. 
Durante la fase final de la construcción del Canal de Panamá, un pequeño grupo de médicos tradicionales indígenas Kallawaya viajó desde Bolivia para atender a los trabajadores, muchos de los cuales estaban afectados por el paludismo, y entre los medicamentos naturales que ponían a disposición de sus pacientes. Entre tanto, la agroindustria y la industria farmacéutica alrededor de la quina alcanzaron dimensiones considerables en el mundo.
Al comenzar la II Guerra Mundial, la producción de quina se convirtió en objetivo militar. Los japoneses se apoderaron de Indonesia, por lo que los aliados decidieron fomentar las plantaciones en Suramérica, Puerto Rico y en lugares donde se convirtieron en problemas ecológicos, como las islas Galápagos. Las bonanzas de la quina terminaron cuando el desarrollo de medicamentos sintéticos sustituyó el uso masivo de la quina en el tratamiento del paludismo, a pesar de lo cual en varios lugares sigue siendo tratamiento de elección o, en algunos casos, el único disponible.

## Taxonomía
Cinchona pubescens fue descrita por José Celestino Mutis y publicado en Papel Periódico de Santafé 111: 465, en el año 1793.
Etimología
Cinchona: nombrada en 1638 por Carlos Linneo en honor de Francisca Enríquez de Rivera, haciendo referencia a la villa (hoy ciudad) de Chinchón, por ser la segunda esposa del IV Conde de Chinchón, Luis Jerónimo Fernández de Cabrera y Bobadilla, y, según la tradición, ser ella la que descubrió a las gentes del Viejo Mundo las propiedades medicinales de la corteza de esta planta. Linneo transcribió el sonido español 'chi' a la manera italiana: 'ci', lo cual era frecuente en la época.
pubescens: epíteto latino que significa "que llega a ser peluda".
Sinonimia
- Cinchona caloptera Miq. 1869
- Cinchona chomeliana Wedd. 1848
- Cinchona colorata Laubert ex B.D.Jacks. 1895
- Cinchona cordifolia Mutis 1793
- Cinchona cordifolia var. macrocarpa Wedd. ex Howard (1866).
- Cinchona cordifolia var. microcarpa Howard (1866)
- Cinchona cordifolia var. peruviana Howard (1866)
- Cinchona cordifolia var. rotundifolia (Pav. ex Lamb.) Wedd. 1849
- Cinchona cordifolia var. vera Wedd. 1849
- Cinchona coronulata Miq. 1861
- Cinchona decurrentifolia Pav. in Howard 1862
- Cinchona elliptica Wedd. 1869
- Cinchona goudotiana Klotzsch ex Triana 1938
- Cinchona govana Miq. 1861
- Cinchona howardiana Kuntze  1878
- Cinchona lechleriana Schltdl. 1855
- Cinchona lutea Pav. in Howard 1859
- Cinchona morado Ruiz 1792
- Cinchona obovata Pav. ex Howar (1862).
- Cinchona ovata Ruiz & Pav. 1799
- Cinchona ovata var. rufinervis (Wedd) 1849
- Cinchona ovata var. vulgaris Wedd. 1849
- Cinchona palescens Vell. 1799
- Cinchona pallescens Ruiz ex Vitman 1802
- Cinchona pallescens var. ovata (Ruiz & Pav.) Howard (1866).
- Cinchona pelalba Pav. ex DC. 1829
- Cinchona pelletieriana Wedd. 1848
- Cinchona platyphylla Wedd. 1869
- Cinchona pubescens var. cordata DC. 1830
- Cinchona pubescens var. ovata (Ruiz & Pav.) DC. 1830
- Cinchona pubescens var. pelletieriana (Wedd.) Wedd 1849
- Cinchona pubescens var. purpurea (Ruiz & Pav.) Wedd. 1849
- Cinchona purpurascens Wedd. 1848
- Cinchona purpurea Ruiz & Pav. (Sept. 1799).
- Cinchona purpurea Vell. 1799
- Cinchona rosulenta Howard ex Wedd. 1869
- Cinchona rotundifolia Pav. ex Lamb. 1821
- Cinchona rubicunda Tafalla ex Wedd. (1869)
- Cinchona rufinervis Wedd. 1848
- Cinchona rugosa Pav. ex DC. 1830
- Cinchona scrobiculata var. genuina Wedd. 1849
- Cinchona subsessilis Miq. 1869
- Cinchona succirubra Pav. ex Klotzsch 1858
- Cinchona succirubra var. conglomerata Howard (1866)
- Cinchona succirubra var. cuchicara Howard (1866)
- Cinchona succirubra var. erythroderma Howard (1866)
- Cinchona succirubra var. spruceana Howard (1866)
- Cinchona succirubra var. vera Howard (1866)
- Cinchona tucujensis H.Karst. 1859
- Quinquina obovata (Pav. ex Howard) Kuntze 1891
- Quinquina ovata (Ruiz & Pav.) Kuntze 1891
- Quinquina pubescens (Vahl) Kuntze 1891
- Quinquina succirubra (Pav. ex Klotzsch) Kuntze 1891[6]

Variedades
- Cinchona pubescens var. cordata DC. 1830
- Cinchona pubescens var. heterophylla Pav. ex DC. 1830
- Cinchona pubescens var. hirsuta (Ruiz & Pav.) DC. 1830
- Cinchona pubescens var. ovata (Ruiz & Pav.) DC. 1830
- Cinchona pubescens var. pelletieriana (Wedd.) Wedd. 1849
- Cinchona pubescens var. purpurea (Ruiz & Pav.) Wedd. 1849[7]

## Nombres comunes
- cascarilla boba de hoja morada, cascarilla boba de pata de gallareta, cascarilla crespilla de Cuenca, cascarilla de pata de gallareta, cascarilla delgada, cascarilla fina delgada, cascarilla morada, cascarilla pálida, quina amarilla, quina amarilla real, quina calisaya, quina collisaya o collisalla, quina calisaya arrollada del comercio o de Lima, quina de Loja delgada o delgadilla, quina delgada o delgadilla, quina fina delgada, quina de Loja hembra, quina de plancha o planchuela, quina gris pálida, quina gruesa, quina verdadera de Lima, quino oficinal.[8]